# علم السموك
علم السموك أو علم السمك أو الإسْماكيَّة (بالإنجليزية: Ichthyology)‏ أحد أقسام علم الحيوان يختص بالسموك.
ويشتمل على دراسة النمو والبنية والعادات في السموك، وكذلك تصنيف أنواعها وتوزيعها الجغرافي، والعلاقة بين السموك وبيئتها. ويتضمن علم السموك أيضًا أوجه أهميتها للإنسان مثل مصايد السموك وحفظ الطعام، ورياضة الصيد

## التاريخ
بدأت دراسة السموك منذ العصر الحجري القديم الأعلى، بالتزامن مع نشوء مظاهر الثقافة الرفيعة. وقد تطور علم السموك عبر مراحل زمنية متعددة، تميزت كل منها بإنجازات بارزة
تعود جذور دراسة السموك إلى رغبة الإنسان الأساسية في الحصول على الغذاء، وصناعة الأدوات، وتوفير الكساء. ويشير مايكل بارتون، أستاذ علم السموك في كلية سنتر، إلى أن "أوائل علماء السموك كانوا من الصيادين وجامعي الثمار الذين اكتسبوا خبرة عملية في معرفة الأنواع المفيدة، وأماكن وجودها، والأوقات المثلى لصيدها". وقد جسدت الثقافات القديمة هذه المعارف في أعمال فنية رمزية مميزة.
من 1500 قبل الميلاد حتى 40 ميلادية
تتجلى أوصاف بدائية وعلمية للسموك في التقاليد اليهودية-المسيحية، حيث حرّمت الشريعة اليهودية (الكشروت) تناول السموك التي تفتقر إلى الحراشف والزعانف. ويُعتقد أن الرسول بطرس ومعاصريه كانوا يصطادون من بحر الجليل (المعروف حاليًا ببحيرة طبريا) أنواعًا من السموك لا تزال تُستهلك حتى اليوم، منها الشبوطيات (الاسم العلمي: Barbus وMirogrex)، وسموك البلطي (الاسم العلمي: Sarotherodon)، وسموك (الاسم العلمي: Mugil cephalus) من عائلة (الاسم العلمي: Mugilidae).
من 335 قبل الميلاد حتى 80 ميلادية
ساهم أرسطو في إدخال علم السموك إلى الدراسة المنهجية، فبين عامي 333 و322 قبل الميلاد وضع أول تصنيف علمي للسموك، وقدم وصفًا دقيقًا لنحو 117 نوعًا من سموك البحر الأبيض المتوسط. كما ميّز بين السموك والثدييات البحرية من حيث التشريح والسلوك. وقد واصل تلاميذه هذا النهج بعد وفاته، مثل ثيوفراستوس الذي كتب دراسة عن السموك البرمائية. أما الرومان، فبالرغم من اهتمامهم المحدود بالعلوم، فقد وثّقوا معلومات واسعة عن السموك، ومن أبرزهم بلينيوس الأكبر الذي جمع أعمال الإغريق وأضاف ملاحظات حول كائنات غريبة مثل سمكة المنشار وحوريات البحر. وقد شكلت كتاباته آخر إسهام كبير في هذا العلم حتى عصر النهضة.
عصر النهضة الأوروبية
شهد القرن السادس عشر ميلاد علم الإيشثيولوجيا الحديث بفضل أعمال ثلاثة باحثين بارزين: هيبوليتو سالفياني، وبيير بيلون، وغيّوم رونديليه. إذ تميزت دراساتهم بالاعتماد على البحث والملاحظة المباشرة، خلافًا للروايات القديمة، مما أكسبها مصداقية وانتشارًا واسعًا. ويُعد كتاب رونديليه De Piscibus Marinis الأهم بين هذه الأعمال، حيث وثق فيه 244 نوعًا مختلفًا من السموك، ليؤسس بذلك مرجعًا علميًا مؤثرًا استمر أثره لعقود لاحقة.